# Don't Sleep in the Subway
Don't Sleep in the Subway är en låt komponerad av Tony Hatch och Jackie Trent. Det var en av många kompositioner de skrev för Petula Clark. Låten gavs ut som singel 1967, efter Clarks stora hit med Charlie Chaplin-kompositionen "This Is My Song" och blev en nästan lika stor hit som denna. Båda låtar fanns med på LP-skivan These Are My Songs.
Låten nominerades till tre Grammys, men vann inte i någon kategori.
Melodin har fått svensk text vid två tillfällen. Peter Himmelstrand gav den titeln "Sov inte på tunnelbanan", vilken spelades in av Siw Malmkvist 1970 på albumet Underbara Siw. Den har också spelats in som "Vart ska du ta vägen älskling?" av Magnus Kvintett.

## Listplaceringar
| Lista (1967)   | Position              |
| -------------- | --------------------- |
| Australien     | 1 (Go Set)            |
| Danmark        | 20 (DR "Top 20")      |
| Kanada         | 5 (RPM)               |
| Nya Zeeland    | 7 (NZ Listner)        |
| Storbritannien | 12                    |
| USA            | 5 (Billboard Hot 100) |